# پیست دوچرخه‌سواری ایروان

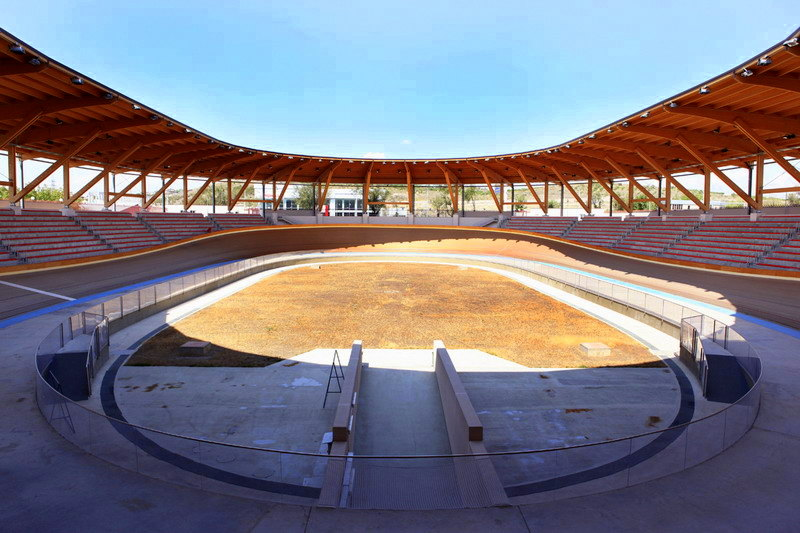
پیست دوچرخه‌سواری ایروان

پیست دوچرخه‌سواری ایروان (ارمنی: Երևանի հեծանվահրապարակ) یک پیست مخصوص ورزش دوچرخه‌سواری پیست در ایروان، پایتخت ارمنستان است. این پیست در خیابان دریاسالار ایساکوف واقع شده است و مالک آن شهرداری ایروان می‌باشد. طول این پیست ۲۵۰-متر (۸۲۰-فوت) می‌باشد و قادر به میزبانی از رویدادهای بین‌المللی است. این پیست دوچرخه‌سواری با گنجایش ۶۵۰ صندلی دارای سقف چوبی است که محدوده ۳٬۲۰۰ متر مربع (۳۴٬۰۰۰ فوت مربع) را پوشانده است. این پیست جایگزین پیست قدیمی شد که دیرتر در سال ۲۰۱۲ تخریب شد.
ساخت این پیست در ژوئن ۲۰۱۰ شروع شد و در سپتامبر ۲۰۱۱ به اتمام رسید. و به صورت رسمی در ۱۵ سپتامبر ۲۰۱۱ توسط سرژ سرکیسیان رئیس‌جمهور ارمنستان افتتاح شد.
این پیست پارکینگ با ظرفیت ۲۴۰ خودرو را دارا است.

## نگارخانه

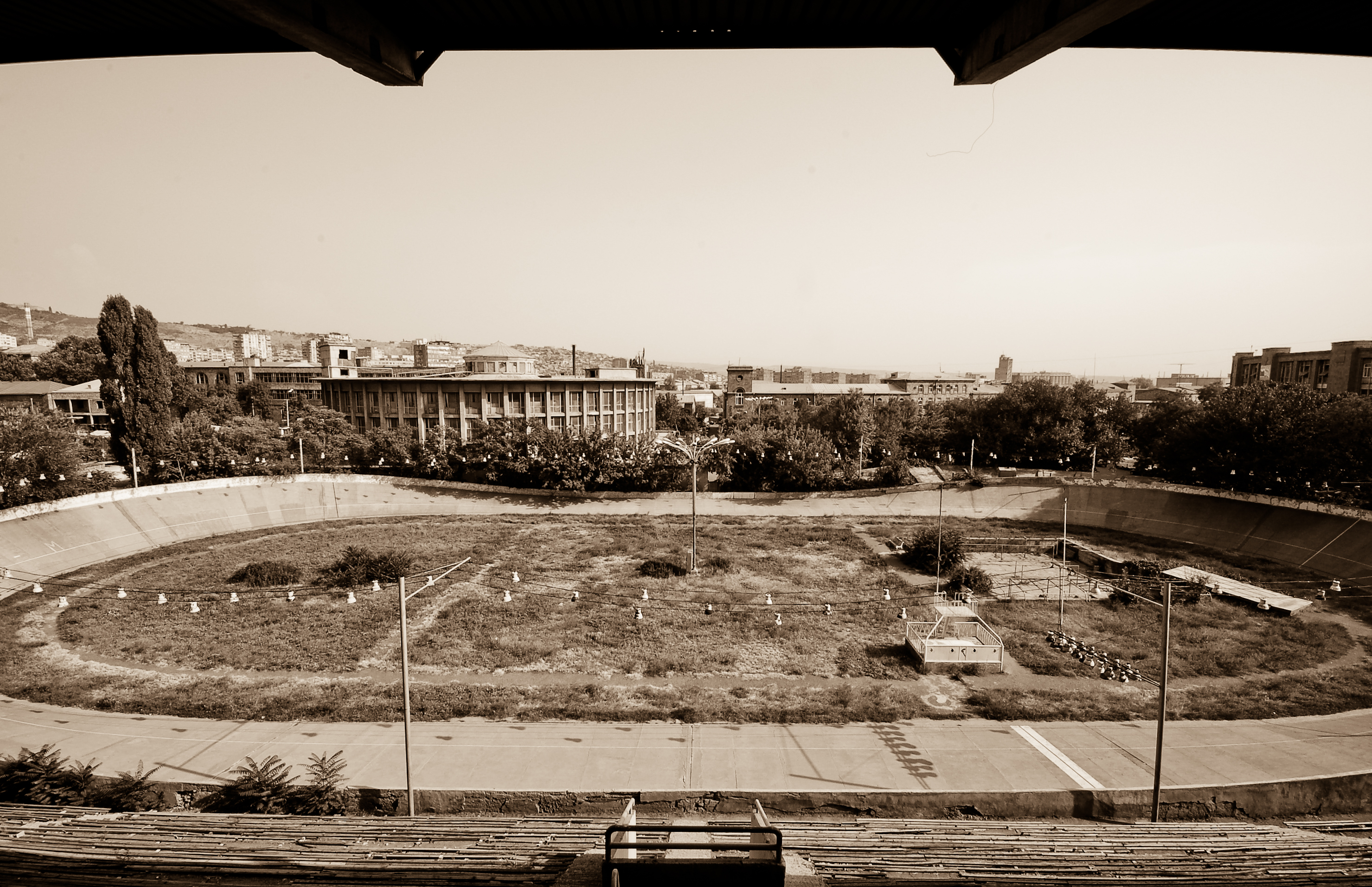
The old velodrome in 2008, before being demolished in 2012